# Maoupa Cedric Maake
Maoupa Cedric Maake, meglio noto come il Wemmer Pan Killer o l'Hammer Killer (Sudafrica, 1965), è un assassino seriale sudafricano, il secondo per numero di vittime dopo Moses Sithole. Ha ucciso almeno 27 persone; forse fino a più di 35.

## Wemmer Pan Killer
Gli omicidi, che si protrassero per circa un anno e mezzo, iniziarono nell'aprile del 1996 e si consumarono in gran parte nella località di Wemmer Pan a sud di Johannesburg, città del Sudafrica. Si intensificarono tra il maggio e il giugno del 1997 e finirono a dicembre, quando l'assassino fu arrestato. Le zone nelle quali gli omicidi ebbero maggior frequenza furono le sue due residenze, il luogo dove aveva lavorato e le case del fratello e della fidanzata. L'arma che usava in molti casi era un martello; altre volte usava sassi, coltelli e armi da fuoco, solitamente una pistola. In generale non esprimeva preferenze per le armi. Le vittime erano uomini e donne che passeggiavano isolati, coppie in auto, alcuni tassisti e gestori di sartorie; appartenevano ad entrambi i sessi, a varie razze e ad età differenti; le vittime donne venivano prima stuprate. 
Anche per le vittime non esprimeva preferenze. Questa è una delle particolarità del killer, che è uno dei meno selettivi tra tanti.
Inizialmente i crimini di Maoupa vennero accreditati dalla polizia a due serial killer differenti; ciò che confuse gli agenti fu l'utilizzo di armi di diversa tipologia, ossia armi bianche (martello, coltello, sassi) e armi da fuoco (pistola). Al Wemmer Pan killer (dal nome del sopra accennato quartiere di Johannesburg) furono erroneamente attribuiti almeno 10 omicidi, mentre di altri fu incolpato l’Hammer Killer (assassino con il martello). Solo dopo molto tempo la polizia pensò che le due catene di omicidi si potevano collegare insieme per degli indizi simili e che l'assassino poteva essere uno solo.
Maake, nella sua doppia vita, era una persona sposata da quattro anni e con quattro figli; nato nel 1965 e con tre fratelli (di cui uno poliziotto). Era venuto a Johannesburg poco più che ventenne per trovare lavoro: diventò così un imbianchino.

## Arresto
Maoupa fu arrestato nei pressi della ferrovia di Jeppe il 23 dicembre del 1997, sospettato di essere il Wemmer Pan Killer (non l’Hammer Killer); al momento dell'arresto era accusato di 23 omicidi. Pochi giorni prima Moses Sithole era stato riconosciuto colpevole di almeno 38 delitti: i due casi erano quindi molto vicini cronologicamente.
Maoupa confessò subito gli omicidi e accompagnò gli agenti sui luoghi dei delitti. Gli altri accertamenti arrivarono dopo il confronto del suo DNA con quello rinvenuto su 23 scene del crimine. Infine gli agenti stabilirono, ad un mese dall'arresto, che Maake era anche l’Hammer Killer; un'altra confessione dell'assassino verificò questa affermazione. Successivamente cambiò versione e si proclamò innocente. Nel febbraio dell'anno successivo il suo nome fu legato ad altri 60 omicidi, che però iniziavano dal settembre del 1995.

## Processo
Il processo a suo carico terminò il 6 settembre del 2000, dopo undici mesi. Era incolpato di 35 omicidi, 28 tentati omicidi, 46 rapine aggravate, 15 stupri e detenzione illegale di armi da fuoco e munizioni.
Il suo atteggiamento risultò più volte irritante: molte volte esplose in violenze verbali e in minacce contro il procuratore (una donna); altre volte scoppiò a piangere alla vista o alla menzione di sua madre. Ma continuò a proclamarsi innocente anche davanti alle testimonianze delle sopravvissute.
Nel corso del dibattimento fu accusato di almeno 27 omicidi, 26 tentati omicidi, 41 rapine aggravate, 14 stupri e tanti altri reati minori, circa 100. I giudici non lo trovarono però colpevole di tutte le accuse. Fu comunque riconosciuta la sua sanità mentale e venne quindi condannato dal giudice Geraldine Bochers a 27 ergastoli, più altri 1159 anni e 3 mesi di carcere; il totale è di circa 1340 anni. Il giudice in merito alla motivazione della condanna disse che Maoupa doveva essere rimosso definitivamente dalla società.
Maake sta tuttora scontando la pena in cella.